# Fiorenza Sommaripa
Fiorenza Sommaripa, död 1518, var regerande dam av Paros mellan 1517 och 1518.